# Dorfkirche Schorstedt

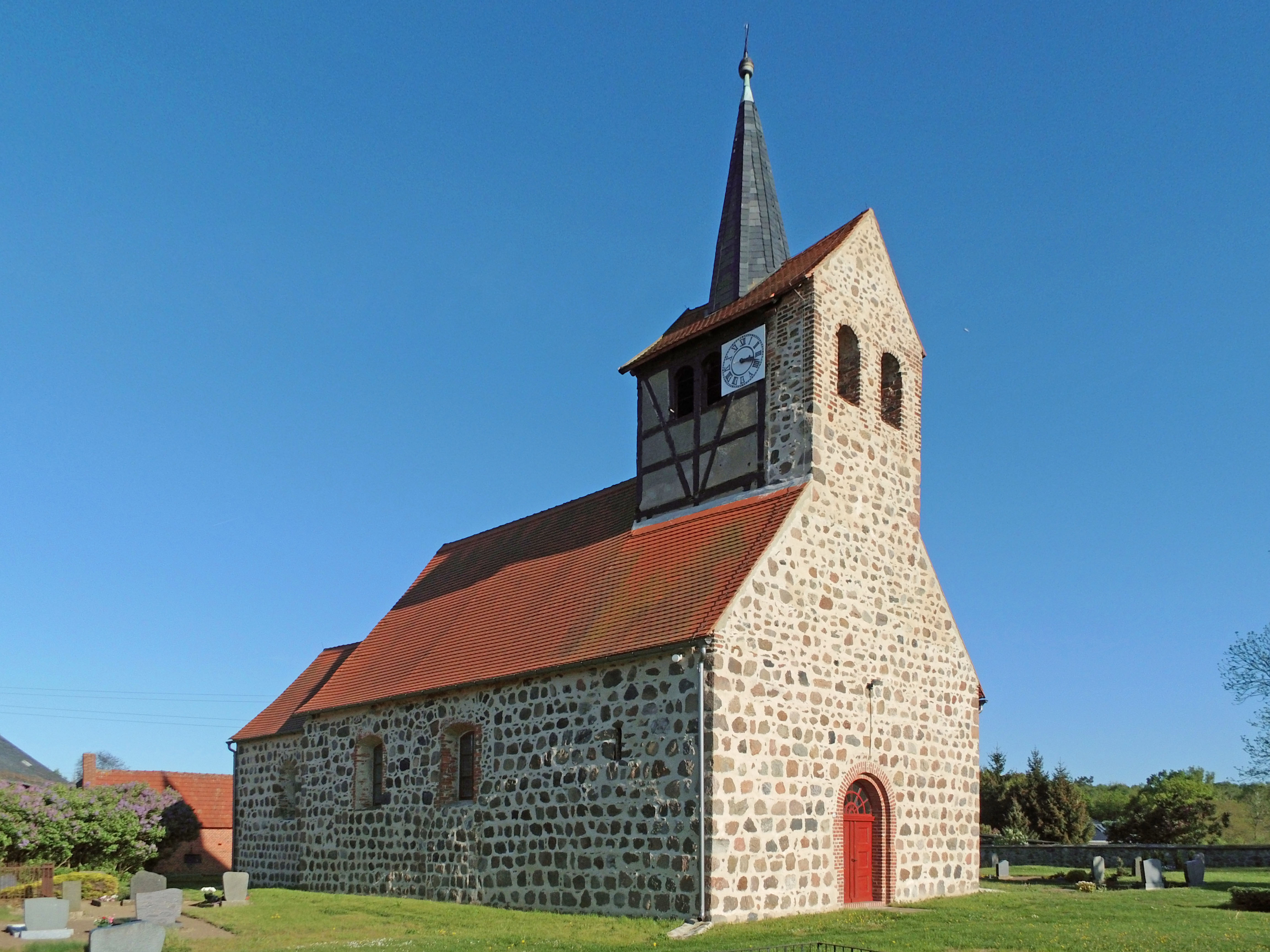
Dorfkirche Schorstedt

Die evangelische Dorfkirche Schorstedt ist eine kleine romanische Saalkirche im Ortsteil Schorstedt von Bismark (Altmark) im Landkreis Stendal in Sachsen-Anhalt. Sie gehört zum Pfarrbereich Kläden im Kirchenkreis Stendal der Evangelischen Kirche in Mitteldeutschland (EKMD).

## Geschichte und Architektur
Die kleine romanische Saalkirche aus Feldsteinmauerwerk mit eingezogenem Chor stammt aus der Mitte des 13. Jahrhunderts. Der Dachturm und die stichbogigen Fenster wurden im 18. Jahrhundert geschaffen. Das Untergeschoss des Dachturms ist wie ein Westquerturm angelegt, die Westwand darüber jedoch als Glockengiebel ausgeführt, an den der Fachwerkturm mit Quersatteldach angefügt ist. Nur das schmale hohe Ostfenster und das Fenster der nördlichen Chorwand sind noch ursprünglich. Vermauert erhalten sind die Priesterpforte auf der Südseite mit spitzbogigem abgetrenntem Granitgewände, das Rundbogenportal sowie Reste zweier romanischer Fensteröffnungen auf der Nordseite. Das Westportal stammt aus dem 18. Jahrhundert. Eine Renovierung des Inneren erfolgte im Jahr 1960. Das Innere ist durch eine flache Holzbalkendecke geschlossen, zum Turm führt ein rundbogiger Durchgang.

## Ausstattung
Die bescheidene Ausstattung stammte vom Ende des 18. Jahrhunderts, von der ehemaligen Kanzelwand blieb nur der Korb erhalten.
Die Orgel war ein Werk aus der Zeit um das Jahr 1760 mit acht Registern auf einem Manual. Zum ältesten erhaltenen Inventar gehören zwei Zinnleuchter des 18. Jahrhunderts; weitere Stücke der Ausstattung gingen verloren, ebenso eine Gedenktafel für den Grenadier Johann Christoph Thiemann aus dem Befreiungskrieg 1813.